# Палини
Палини (грч. Παλλήνη, енгл. Pallini) град је у Грчкој и управно средиште округа Источна Атика, у оквиру периферије Атика. Насеље је саставни део тзв. „Велике Атине”.

## Природни услови
Град Палини се налази у средишњем делу грчког полуострва и историјске покрајине Атика и у средишњем делу префектуре. Град је смештен у долини и окружен је брдима. Престоница Атина је на 20 km ка северозападу.
Клима у Палинију је средоземна, са жаким и дугим летима и благим и кишовитим зимама. На околним планинама она добија оштрије црте.

## Историја
Палини је млад градић, мада вековима постоји као сеоско насеље, а његови становници традиционално су се бавили земљорадњом. Од 70-их година 20. века Палини је постао велико градилиште за нове досељенике из пребукиране Атине. Ово ме је допринела и изградња новог атинског аеродрома „Елефтерос Венизелос” између Палинија и Атине.

## Становништво
| 2011.  |
| ------ |
| 54.415 |

Палини данас има око 17.000 становника у граду, мада се он убрзано повећава. Заправо, Палини спада у најбрже растућа насеља у Грчкој, захваљујући брзом развоју стамбеног сектора у овом делу „Велике Атине”. На последња три пописа број становника се кретао на следећи начин:
| Година Пописа | Становништво Града | Промена      | Становништво Општине |
| ------------- | ------------------ | ------------ | -------------------- |
| 1981          | 5,475              | -            | -                    |
| 1991          | 8,021              | 2,546/46,50% | 10,908               |
| 2001          | 12,552             | 4,531/56.49% | 16,679               |

Становништво су углавном етнички Грци, мада се последњих деценија доселило и нешто странаца. Међутим, и поред брзог развоја Палини је седиште префектуре у коме живи најмање становника наспрам становништва у целој префектури у целој Грчкој — свега 4,13%.

## Привреда
Палини је последњих деценија израстао у значајно насеље са наглашеним стамбеним сектором. Образовањем префектуре Источна Атика насеље је добило низ управних и културних делатности.

## Саобраћај
Палини има повољне природне услове за развој саобраћаја. У близини се налази нови атински аеродром „Елефтерос Венизелос”, а насеље се налази и на јужном краку ауто-путне обилазнице око Атине.